# 劉承俊
刘承俊（英語：Steve Seung Jun Yoo，韩語：유승준，1976年12月15日—），是韩裔美籍歌手和演员，1976年出生於韓國首爾。13歲時隨家人移民美國，定居在加州比埃納帕克。1997年出道后成为韩国最受欢迎的K-pop歌手之一。2002年，劉承俊被指責為逃避韩国义务兵役而成为美国公民，他在韓國的演藝生涯就此结束。随后，他被禁止进入韩国，成为韓國历史上唯一一个因取得他国國籍而被禁止入境的人。此后劉承俊的演藝事業轉向中国。劉承俊的岳父去世後，他曾試圖返回韓國奔喪，但遭到韓國海關驅逐。2015年5月，劉承俊在香港接受媒體採訪時在鏡頭前下跪道歉，希望韓國社會原諒他並讓允許其返回韓國，但韓國當局依舊拒絕其入境。他提出兩次訴訟最終都勝訴，但2024年第三次申請仍遭到拒簽。